# Francisco Javier Conde y Martínez de Irujo
Francisco Javier Conde y Martínez de Irujo (Madrid, 27 de enero de 1974) es un diplomático español. Es el embajador de España en Guinea Ecuatorial (desde noviembre de 2023).

## Biografía
Nacido en Madrid en 1974. Tras licenciarse en Derecho en la Universidad Complutense de Madrid, y especializarse en el Derecho jurídico-administrativo en la Universidad CEU San Pablo completó su formación universitaria con un postgrado de Altos Estudios Europeos de la Escuela Nacional de Administración (Estrasburgo); e ingresó en la carrera diplomática (2002).
En el Ministerio del Interior, ha sido director adjunto del Gabinete del ministro (abril 2012-enero 2013); y director del Gabinete del Ministro (enero 2013). En el exterior, ha estado destinado en las Embajadas de España en Ecuador, Paraguay y ante la OCDE. Además, durante la presidencia francesa de la Unión Europea fue enlace español en Asuntos de Justicia e Interior con el Gabinete del Secretario de Estado de Asuntos Europeos y en el Ministerio de Asuntos Exteriores y Europeos de Francia.
Es el actual embajador de España ante la República de Guinea Ecuatorial (desde noviembre de 2023).

## Distinciones
- Cruz de la Orden de Isabel la Católica (2006).[3]